# 北海道道273号花畔札幌線

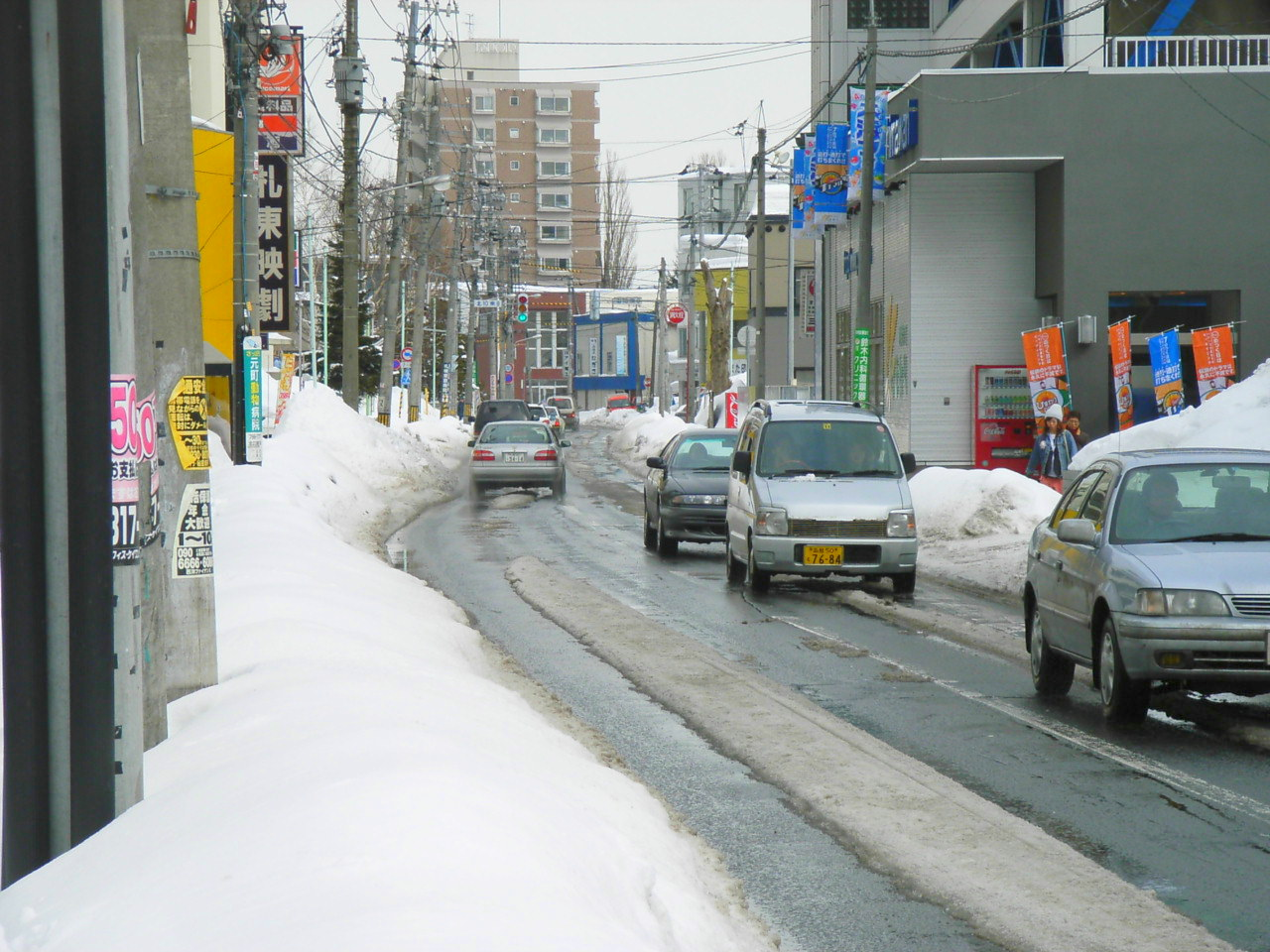
東8丁目篠路通付近の道道273号（2005年3月）

北海道道273号花畔札幌線（ほっかいどうどう273ごう ばんなぐろさっぽろせん）は、北海道石狩市から札幌市に至る一般道道（北海道道）である。札幌市域は札幌市管理路線。

## 概要
石狩市役所前から茨戸川の南を東に走り、国道231号の交点からは、4回伏籠川を渡った後、西側にやや離れて並行する。丘珠地区から東区を斜めに横断し、札幌駅近くまで通じる。明治時代には重要な道路だったが、現在は一概にはそうは言えない。
- 丘珠町～北27条東22丁目までは都市計画道路苗穂丘珠通の一部を成しており、4車線整備された幹線道路となっている。一方、そこから北13条東16丁目までは、市道となった苗穂丘珠通と交差しつつ並行するルートを通るが、この区間は道幅も狭く、市道の方がメインルートになっている。
- 途中に起点向き一方通行1箇所と終点向き一方通行が2箇所あるため、全線通して1回での通行は不能。

### 路線データ
- 起点：北海道石狩市花川北7条1丁目（北海道道44号石狩手稲線交点）
- 終点：北海道札幌市東区北7条東1丁目（国道5号交点）
- 総延長：20.7km（うち札幌市管理17.6km）

## 歴史
1873年（明治6年）に篠路村の早山清太郎によって札幌から北に敷かれた最初の道で、伏籠川西岸の自然堤防上に作られた。丘珠、篠路、茨戸といった札幌郊外の村をつなぎつつ石狩川に出る道であったため、沿道には本龍寺や篠路神社など江戸時代以前に創立された神社仏閣も存在する。明治の初めにはこれが札幌から北に向かう唯一の道らしい道であった。1888年（明治21年）に新しい石狩街道が創成川沿いに作られたときに、元村街道と改称された。これは街道沿いの札幌元村にちなむ。
石狩川の流路が変更になってから、取り残された茨戸川に通じる道になった。伏籠川も暗渠になったり直線になったりしたため、古い道路と河道が並行するのは下流の一部にすぎない。現在は、時に他の大きな通りの一部に間借りし、時に他の整然と直交する道路を無視して斜めに走る。碁盤目を基調とする札幌の道路網を無視して曲がりくねり、もはや地形に残らないかつての伏籠川の流れを伝えている。
- 1957年（昭和32年）7月25日 - 207号茨戸札幌線として路線認定[1]。
- 1984年（昭和59年）3月31日 - 路線名を花畔札幌線に変更[2]。
- 1994年（平成6年）10月1日 - 路線番号を273号に変更[3]。

## 地理

### 通過する自治体
- 石狩振興局
  - 石狩市
  - 札幌市（北区 - 東区）

### 主な接続道路
石狩市
- 北海道道44号石狩手稲線 - 花川北7条1丁目（起点）
- 国道231号 - 緑苑台東3条3丁目

札幌市
- 北海道道508号矢臼場札幌線 - 北区東茨戸2条1丁目
- 北海道道128号札幌北広島環状線 - 北区東茨戸1条3丁目
- 札幌市道9900号真駒内篠路線 - 東区篠路7条5丁目
- 北海道道1137号丘珠空港東線 - 東区丘珠町
- 国道274号 - 東区北34条東27丁目
- 北海道道89号札幌環状線 - 東区北15条東18丁目
- 札幌市道9900号真駒内篠路線 - 東区北10条東8丁目
- 国道5号 - 北7条東1丁目（終点）

### 沿線にある施設など
石狩市
- 石狩市役所 - 花川北6条1丁目
- 北海道江別保健所石狩支所 - 花川北7条1丁目

札幌市
- 札幌市環境局東清掃事務所 - 東区丘珠町
- 札幌航空交通管制部 - 東区北37条東26丁目